# Воробьёв, Пётр Ильич
Пётр Ильи́ч Воробьёв (род. 28 января 1949, Москва) — советский хоккеист, советский и российский тренер. Мастер спорта, заслуженный тренер России, заслуженный тренер Латвийской ССР.

## Биография
Родился в семье рабочих, в которой было восемь детей: шесть сыновей и две дочери. Пётр — предпоследний ребёнок. В детстве увлекался практически всеми игровыми видами спорта. Хоккеем начал заниматься практически случайно. Окончил Латвийский государственный институт физической культуры и Высшую школу тренеров.
Женат, имеет двух сыновей. Оба сына, Илья и Алексей — профессиональные хоккеисты. В 1996 году награждён орденом Дружбы. В 1975 году снялся в эпизодической роли в фильме «Центровой из поднебесья».

## Карьера в качестве игрока
С 1967 по 1979 год играл на позиции центрального нападающего сначала в «Динамо» Киев, затем в «Динамо» Рига под руководством Виктора Тихонова в одной тройке с легендарным нападающим Хелмутом Балдерисом. Играл за вторую сборную СССР на турнире «Приз Ленинградской правды». В чемпионатах СССР сыграл 205 матчей, в которых забросил 120 шайб.

## Карьера в качестве тренера
В 1980 году перешёл на тренерскую работу.
- «Латвияс Берзс» Рига — 1980—1982
- «Динамо» Рига — помощник главного тренера, 1982—1989
- «Динамо» Рига — главный тренер, 1989—1990
- «Динамо» Москва — помощник главного тренера, 1990—1992
- «Динамо» Москва — главный тренер, 1992—1993
- «Франкфурт Лайонс» (Германия) — главный тренер — 1993—1996
- «Торпедо»/«Локомотив» Ярославль — главный тренер — 1996—2001, 2010, сентябрь 2013 — февраль 2014
- «Лада» Тольятти — главный тренер — 2001—2006, 2008—2010
- «Химик» Мытищи — 2006—2007
- «Торпедо» Нижний Новгород — декабрь 2007 — январь 2008[1][2]
- Молодёжная сборная России
- Сборная России — помощник главного тренера, 1993, 1998
- Сборная Латвии — главный тренер, 2006

После внезапного прекращения финансирования «Лады» в самом начале сезона 2005/2006 и ухода 16 ведущих игроков сформировал новую команду из игроков фарм-клуба и свободных агентов, в основном молодёжи, ранее не игравшей в Суперлиге. Вопреки многочисленным прогнозам о последнем месте в чемпионате, клуб занял 9-е место по итогам регулярного первенства, выбил чемпиона прошлого сезона в первом раунде плей-офф и завоевал Континентальный кубок.
Осенью и зимой 2009—2010 гг. испытывал проблемы с сердцем, из-за чего пропустил несколько матчей на скамейке запасных «Лады». Во время отсутствия Воробьёва обязанности главного тренера тольяттинцев исполнял Сергей Светлов.
6 февраля 2010 года подал в отставку с поста главного тренера «Лады», находившейся в состоянии финансового кризиса, и спустя почти 10 лет после ухода из Ярославля, вновь вернулся туда и возглавил «Локомотив» до окончания сезона КХЛ 2009/2010. В декабре 2010 года возглавил молодёжную команду «Локомотива» — «Локо». 8 сентября 2011 года стало известно, что после авиакатастрофы, в которой погиб основной состав «Локомотива», Пётр Воробьёв согласился возглавить новый состав возрождаемого клуба «Локомотив», что и произошло 9 декабря.
Позже Воробьёва сменил американский специалист Том Роу, и тот вернулся к руководству молодёжной командой. 19 сентября 2013 клуб объявил о расторжении контракта с Роу из-за неудовлетворительных результатов. Главным тренером «Локомотива» вновь стал Пётр Воробьёв. Руководил клубом до 2014 года.
23 ноября 2015 года возглавил выступающую в МХЛ команду «СКА-1946», входящую в структуру клуба СКА. В 2016 году, оставаясь в системе клуба, возглавил выступающую в ВХЛ «СКА-Неву».

## Достижения
- Чемпион Межнациональной хоккейной лиги — 1993
- Серебро Кубка европейских чемпионов — 1991, 1993
- Золото чемпионата России-1997
- Бронза чемпионата России-1998
- Бронза чемпионата России-1999
- Серебро чемпионата России-2005
- Бронза чемпионата России-2003
- Бронза чемпионата России-2004
- Чемпион Континентального кубка-2006
- Золото чемпионата мира-1992
- Серебро чемпионата мира-1998
- Серебро чемпионата мира-2000
- Бронза — чемпионата мира-1997
- Золото чемпионата мира-1993
- Серебро Олимпийских игр-1998

## Награды
- Орден Дружбы (1996 год);
- Медаль «За труды во благо земли Ярославской» II степени (30 апреля 2015 года)[10].

## Статистика (главный тренер)
(данные до 1996 г. не приведены)
Последнее обновление: 27 февраля 2013 года
Цвет фона соответствует медалям
| Команда               | Турнир-сезон | Регулярный сезон | Регулярный сезон | Регулярный сезон | Регулярный сезон | Регулярный сезон | Регулярный сезон | Регулярный сезон | Регулярный сезон        | Плей-офф | Плей-офф | Плей-офф | Плей-офф               |
| Команда               | Турнир-сезон | И                | В                | ВО/ВБ            | Н                | ПО/ПБ            | П                | О                | Результат               | В        | П        | Н        | Результат              |
| --------------------- | ------------ | ---------------- | ---------------- | ---------------- | ---------------- | ---------------- | ---------------- | ---------------- | ----------------------- | -------- | -------- | -------- | ---------------------- |
| Сборная России (мол.) | МЧМ 1997     | 6                | 4                | 0                | 1                | 0                | 1                | -                | 3 место                 | 3 место  | 3 место  | 3 место  | 3 место                |
| Торпедо Яр            | РСЛ 1996-97  | 44               | 28               | -                | 8                | -                | 8                | 64               | 3 место                 | 9        | 0        | -        | 1 место                |
| Сборная России (мол.) | МЧМ 1998     | 7                | 4                | 1                | 1                | 1                | 0                | -                | 2 место                 | 2 место  | 2 место  | 2 место  | 2 место                |
| Торпедо Яр            | РСЛ 1997-98  | 46               | 33               | -                | 6                | -                | 7                | 72               | 3 место                 | -        | -        | -        | Плей-офф не проводился |
| Торпедо Яр            | РСЛ 1998-99  | 42               | 26               | -                | 5                | -                | 11               | 57               | 5 место                 | 11       | 3        | -        | 3 место                |
| Сборная России (мол.) | МЧМ 2000     | 7                | 6                | 0                | 0                | 1                | 0                | -                | 2 место                 | 2 место  | 2 место  | 2 место  | 2 место                |
| Торпедо Яр            | РСЛ 1999-00  | 38               | 21               | 2                | 5                | 0                | 10               | 72               | 4 место                 | 5        | 5        | -        | Вылетели в 1/4 финала  |
| Сборная России (мол.) | МЧМ 2001     | 7                | 3                | 0                | 1                | 0                | 3                | -                | 7 место                 | 7 место  | 7 место  | 7 место  | 7 место                |
| Локомотив Яр          | РСЛ 2000-01  | 44               | 19               | 4                | 6                | 2                | 13               | 73               | 7 место                 | 5        | 5        | 1        | 4 место                |
| Лада                  | РСЛ 2001-02  | 51               | 28               | 3                | 5                | 0                | 15               | 95               | 4 место                 | 1        | 3        | -        | Вылетели в 1/4 финала  |
| Лада                  | РСЛ 2002-03  | 51               | 26               | 2                | 7                | 3                | 13               | 92               | 5 место                 | 5        | 5        | -        | 3 место                |
| Лада                  | РСЛ 2003-04  | 60               | 30               | 2                | 8                | 5                | 15               | 107              | 2 место                 | 3        | 3        | -        | 3 место                |
| Лада                  | РСЛ 2004-05  | 60               | 35               | 1                | 11               | 0                | 13               | 118              | 2 место                 | 6        | 4        | -        | 2 место                |
| Лада                  | РСЛ 2005-06  | 51               | 20               | 4                | 7                | 0                | 20               | 75               | 9 место                 | 4        | 4        | -        | Вылетели в 1/4 финала  |
| Сборная Латвии        | ЧМ 2006      | 6                | 2                | -                | 1                | -                | 3                | -                | 10 место                | 10 место | 10 место | 10 место | 10 место               |
| Химик МО              | РСЛ 2006-07  | 50               | 25               | 0                | 5                | 1                | 19               | 81               | уволен                  | -        | -        | -        | -                      |
| Торпедо НН            | РСЛ 2007-08  | 12               | 1                | 1                | -                | 2                | 8                | 7                | уволен                  | -        | -        | -        | -                      |
| Лада                  | КХЛ 2008-09  | 56               | 21               | 8                | -                | 5                | 22               | 84               | 13 место                | 2        | 3        | -        | Вылетели в 1/8 финала  |
| Лада                  | КХЛ 2009-10  | ?                | ?                | ?                | -                | ?                | ?                | ?                | ушёл в «Локомотив»      | -        | -        | -        | -                      |
| Локомотив Яр          | КХЛ 2009-10  | 3                | 2                | 0                | -                | 0                | 1                | 6                | 5-е на Западе           | 10       | 7        | -        | Вылетели в 1/2 финала  |
| Локо                  | МХЛ 2010-11  | 23               | 14               | 1                | -                | 2                | 6                | 46               | 3-е в див. Северо-Запад | 0        | 3        | -        | Вылетели в 1/8 финала  |
| Локо                  | МХЛ 2011-12  | 34               | 21               | 3                | -                | 3                | 7                | 72               | ушёл в «Локомотив»      | -        | -        | -        | -                      |
| Локомотив Яр          | ВХЛ 2011-12  | 22               | 13               | 0                | -                | 3                | 6                | 42               | 3-е на Западе           | 5        | 5        | -        | Вылетели в 1/4 финала  |
| Локомотив ВХЛ         | ВХЛ 2012-13  | 52               | 22               | 9                | -                | 4                | 17               | 88               | 10-е в Лиге             | -        | -        | -        | -                      |